# INaturalist
Az iNaturalist egy közösségi tudomány projekt. Amatőr természetkutatók, és biológusok együtt hozták létre a biodiverzitás kutatására, megfigyelésére és rögzítésére a Föld egészére kiterjedő együttműködés keretében. Az iNaturalist interneten keresztül webes böngészőn vagy mobiltelefonos applikáción keresztül érhető el. 
Az iNaturalist adatbázisába feltöltött nyílt hozzáférésű megfigyelések komoly segítséget nyújtanak kutatási projekteknek, természetvédelemmel foglalkozó szervezeteknek és hatóságoknak,  és általában a természet iránt érdeklődő közönségnek. 
Az iNaturalist szorosan együttműködik az Élet Enciklopédiájával.